# Чемпионат Европы по фехтованию 2006
Чемпионат Европы по фехтованию 2006 года прошёл с 4 по 9 июля в Измире (Турция). Поединков за третье место в индивидуальном первенстве не проводилось, а бронзовые медали получали оба спортсмена, проигравшие полуфинальные бои; среди команд поединки за третье место проводились.

## Общий медальный зачёт
| Место | Страна         | Золото | Серебро | Бронза | Всего |
| ----- | -------------- | ------ | ------- | ------ | ----- |
| 1     | Россия         | 5      | 1       | 3      | 9     |
| 2     | Венгрия        | 2      | 2       | 0      | 4     |
| 3     | Румыния        | 2      | 1       | 2      | 5     |
| 4     | Германия       | 2      | 0       | 2      | 4     |
| 5     | Франция        | 1      | 1       | 3      | 5     |
| 6     | Польша         | 0      | 3       | 3      | 6     |
| 7     | Украина        | 0      | 2       | 1      | 3     |
| 8     | Италия         | 0      | 1       | 4      | 5     |
| 9     | Великобритания | 0      | 1       | 0      | 1     |
| Всего | Всего          | 12     | 12      | 18     | 42    |

## Медалисты

### Мужчины
| Дисциплина                  | Золото                                                                        | Серебро                                                                       | Бронза                                                                             |
| --------------------------- | ----------------------------------------------------------------------------- | ----------------------------------------------------------------------------- | ---------------------------------------------------------------------------------- |
| Шпага Личное первенство     | Иван Ковач                                                                    | Бастьен Сико                                                                  | Альфредо Рота Павел Колобков                                                       |
| Шпага Командное первенство  | Венгрия · Геза Имре · Габор Боцко · Аттила Фекете · Иван Ковач                | Польша · Роберт Анджеюк · Томаш Мотыка · Адам Верчёх · Кшиштоф Миколайчак     | Италия · Стефано Кароццо · Альфредо Рота · Паоло Миланоли · Диего Конфалоньери     |
| Рапира Личное первенство    | Ральф Биссдорф                                                                | Ричард Крюз                                                                   | Брис Гияр Беньямин Кляйбринк                                                       |
| Рапира Командное первенство | Франция · Себастьен Кутан · Брис Гияр · Теренс Жубер · Грегори Кёниг          | Польша · Войцех Шухницкий · Радослав Глонек · Славомир Моцек · Михал Маевский | Россия · Юрий Молчан · Андрей Деев · Дмитрий Петров · Сергей Тихонов               |
| Сабля Личное первенство     | Алексей Якименко                                                              | Владимир Лукашенко                                                            | Жюльен Пийе Флорин Заломир                                                         |
| Сабля Командное первенство  | Румыния · Михай Ковалю · Рареш Думитреску · Константин Санду · Флорин Заломир | Венгрия · Жолт Немчик · Тамаш Дечи · Балаж Лендьель · Балаж Лонтай            | Россия · Алексей Якименко · Алексей Фросин · Николай Ковалёв · Станислав Поздняков |

### Женщины
| Дисциплина                  | Золото                                                                            | Серебро                                                                    | Бронза                                                                               |
| --------------------------- | --------------------------------------------------------------------------------- | -------------------------------------------------------------------------- | ------------------------------------------------------------------------------------ |
| Шпага Личное первенство     | Клаудия Бокель                                                                    | Татьяна Логунова                                                           | Надежда Казимирчук Анка Бачою                                                        |
| Шпага Командное первенство  | Румыния · Анка Бачою · Ана Мария Брынзэ · Лоредана Йордакёю · Юлиана Мэсешану     | Венгрия · Адриенн Хормай · Тимеа Надь · Эмеше Сас · Хайналька Тот          | Германия · Клаудия Бокель · Имке Дуплитцер · Бритта Хайдеман · Марияна Маркович      |
| Рапира Личное первенство    | Яна Рузавина                                                                      | Элиза Ди Франчиска                                                         | Клаудия Пильяпоко Анна Рыбицка                                                       |
| Рапира Командное первенство | Россия · Светлана Бойко · Юлия Хакимова · Яна Рузавина · Аида Шанаева             | Румыния · Роксана Скарлат · Кристина Гицэ · Кристина Шталь · Андрея Андрей | Польша · Каролина Хлевиньская · Сильвия Грухала · Магдалена Мрочкевич · Анна Рыбицка |
| Сабля Личное первенство     | Софья Великая                                                                     | Ольга Харлан                                                               | Илария Бьянко Богна Южвяк                                                            |
| Сабля Командное первенство  | Россия · Елена Нечаева · Екатерина Федоркина · Екатерина Дьяченко · Софья Великая | Польша · Богна Южвяк · Александра Соха · Ирена Венчковская · Лидия Солтыс  | Франция · Анне-Лиз Туйя · Соленн Мари · Леонор Перрюс · Сесиль Аржоля                |